# Chronologie de l'histoire du Québec (1534 à 1607)
Cette section de la Chronologie de l'histoire du Québec et de la Nouvelle-France concerne les événements ayant eu lieu entre le premier voyage de Jacques Cartier et la fondation de l'Habitation de Québec par Samuel de Champlain. 

## Années 1530
- 1534 - Le 24 juillet, Jacques Cartier plante une croix dans le sol de la péninsule de Gaspé et prend possession du territoire au nom du Roi de France, François 1er.
- 1535 - L'expédition de Jacques Cartier pénètre le fleuve Saint-Laurent et s'arrête, le 9 août, dans une petite baie qu'il nommera baie Saint-Laurent, nom du saint que l'on retrouve le lendemain dans le calendrier des saints pour le 10 août. On ne connaît pas la raison pour ce délai. Toutefois, le calendrier des saints mentionne pour le 9 août, le nom de quatre saintes.
- 1535 - Le 6 septembre, Jacques Cartier se rend à l'île aux Coudres.
- 1535 - Jacques Cartier remonte le fleuve Saint-Laurent jusqu'à Hochelaga le 2 octobre. Des amérindiens lui montrèrent des morceaux de cuivre qu'ils disaient venir de l'Ouest.
- 1537 - Le 9 juin, le pape Paul III déclare dans son encyclique Veros homines que puisque les indigènes sont vraiment des hommes, ils sont aptes à recevoir la foi chrétienne.

## Années 1540
- 1541 - Jean-François de la Rocque de Roberval devient lieutenant de la Nouvelle-France et est chargé d'établir une colonie en Amérique.
- 1541 - Cartier fonde Charlesbourg-Royal, premier établissement français en ce qui est actuellement sol américain.

## Années 1550
- 1555 - Durant les Guerres de religion, le français huguenot Nicolas Durand de Villegagnon fuit la persécution de la couronne et tente d'établir une colonie protestante au Brésil, la France antarctique.

## Années 1560
- 1560 - Les Portugais détruisent la France Antarctique à la suite de nombreux conflits entre protestants et catholiques.
- 1562 - La France tente de coloniser ce qui est aujourd'hui la Caroline du Sud et la Floride. Les expéditions conduites par Jean Ribault et Goulaine de Laudonnière, au nombre de trois, se solderont par des échecs.
- 1565 - Les colons Espagnols, dirigés par Pedro Menéndez de Avilés, massacrent les Français huguenots qui tentent de coloniser la Floride.
- 1568 - Dominique de Gourgues dirige une expédition de représailles contre les Espagnols.

## Années 1570
- Date indéterminée : Bataille de la Rivière Puante entre algonquins et iroquois à la Rivière Bécancour.

## Années 1580
- 1581 - De 1581 à 1584, plusieurs marchands français organisent des expéditions en Nouvelle-France, en Amérique du Nord dans l'espoir de trouver des fourrures rares et d'autres richesses.

## Années 1590
1597: première bataille en sol nord américain par des européens. 

## Années 1600
- 1600 - Pierre de Chauvin établit un poste de traite (tabagie) à Tadoussac, Québec.
- 1603 - Samuel de Champlain, et François Gravé, sieur du Pont, explorent le Saint-Laurent jusqu'au Sault Saint-Louis.
- 1603 - Les Français, les Montagnais et les Algonquins s'unissent dans une alliance diplomatique et commerciale.
- 1604 - Pierre Dugua de Mons, Jean de Biencourt et Samuel de Champlain hivernent à l'Île Sainte-Croix.
- 1605 - Pierre Dugua de Mons, toujours accompagné du navigateur Samuel de Champlain, fonde Port Royal qui sera le noyau de l'Acadie, aujourd'hui Annapolis Royal en Nouvelle-Écosse.
- 1606 - À Port-Royal, Marc Lescarbot organise la première production théâtrale européenne en Amérique du Nord. La production s'appelait Le Théâtre de Neptune. Il s'agissait d'une sorte de ballet sur l'eau.
- 1607 - Le 14 mai, le capitaine Christopher Newport fonde la première colonie anglaise de l'Amérique : Jamestown.